# Gower (półwysep)

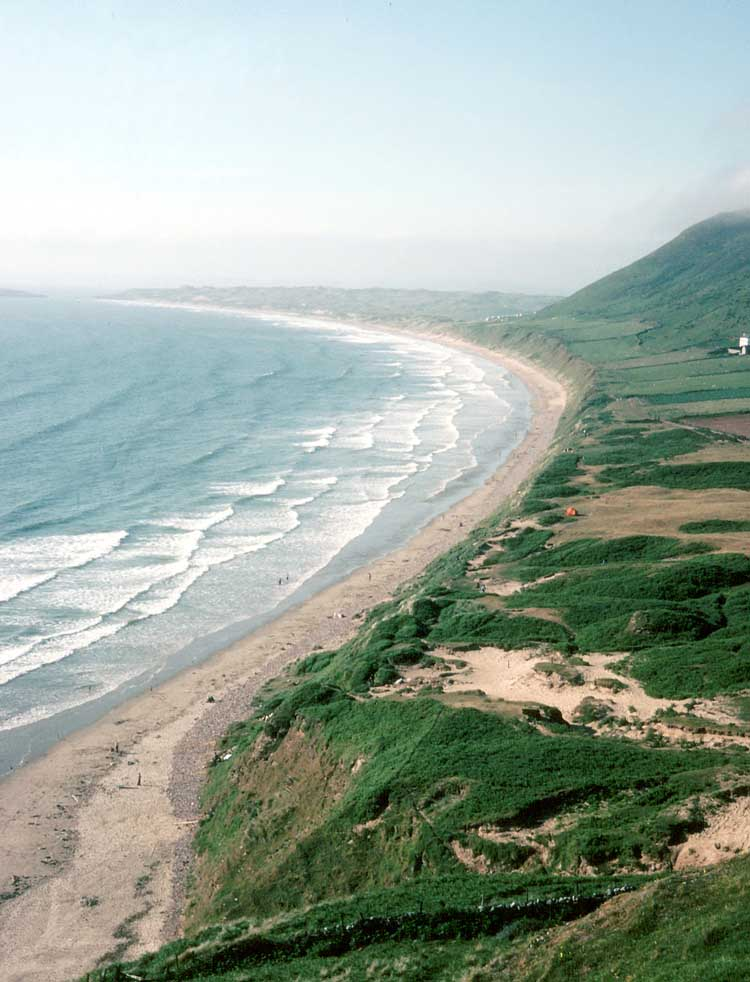
Plaża Rhossili na półwyspie Gower

Gower (ang. Gower Peninsula, wal. Penrhyn Gŵyr) – półwysep w Wielkiej Brytanii, na południowym wybrzeżu Walii, nad Kanałem Bristolskim, na terenie hrabstwa Swansea. 
U nasady półwyspu leży miasto Swansea. Obszar ten został w 1956 roku jako pierwszy w Wielkiej Brytanii wyznaczony obszarem chronionego krajobrazu (Area of Outstanding Natural Beauty).